# Dinagat (Dinagat Islands)
Dinagat is een gemeente in de Filipijnse provincie Dinagat Islands op het eiland Dinagat. Bij de laatste census in 2007 telde de gemeente bijna 12 duizend inwoners.

## Geografie

### Bestuurlijke indeling
Dinagat is onderverdeeld in de volgende 12 barangays:
| - Bagumbayan - Cab-ilan - Cabayawan - Cayetano - Escolta - Gomez | - Justiniana Edera - Magsaysay - Mauswagon - New Mabuhay - Wadas - White Beach |

## Demografie
Dinagat had bij de census van 2007 een inwoneraantal van 11.961 mensen. Dit zijn 2.078 mensen (21,0%) meer dan bij de vorige census van 2000. De gemiddelde jaarlijkse groei komt daarmee uit op 2,67%, hetgeen hoger is dan het landelijk jaarlijks gemiddelde over deze periode (2,04%). Vergeleken met de census van 1995 is het aantal mensen met 3.352 (38,9%) toegenomen.

De bevolkingsdichtheid van Dinagat was ten tijde van de laatste census, met 11.961 inwoners op 139,94 km², 61,5 mensen per km².